# Skeleton Warriors
Skeleton Warriors è una serie televisiva animata prodotta da Landmark Entertainment Group in collaborazione con Graz Entertainment e trasmessa originariamente nel 1994 su CBS. La serie è stata ideata dal produttore Gary Goddard.
In Italia è andata in onda in prima TV su Italia 1, dal 1º ottobre al 17 dicembre 1995. La sigla adottata nell'edizione italiana è cantata da Marco Destro.

## Trama
Sul lontano pianeta Lumimaire, il Cristallo di Luce, la suprema fonte di energia della grande città di Luminicity, si è spezzato in due parti a seguito di una disputa tra il Barone nero e Justin Lightstar. Da ciò si è scaturita una guerra tra due fazioni, la Legione della Luce e le armate del Barone Nero, che mirano a ottenere l'una la metà dell'altra e controllare l'intero pianeta.
La Legione della Luce è composta dai fratelli Lightstar, ossia Justin (Prince Lightstar), Joshua (Grimskull), e Jennifer (Talyn), i quali, insieme al loro zio Guardiano, sfidano le armate maligne di Barone Nero, trasformato in uno scheletro vivente dall'altra metà del cristallo in suo possesso, che gli consente anche di mutare la gente comune in legioni di guerrieri scheletro (Skeleton Warriors) ai suoi comandi.

## Personaggi
- Justin Steele/Principe della Luce (Prince Lightstar in originale): il principe Justin è il capo della Legione della Luce e colui che ha lo scopo di proteggere il Cristallo di Luce. Dopo la sua perdita, si sforza continuamente di proteggere l'umanità e sconfiggere i guerrieri scheletro. Riesce sempre a sconfiggere il Barone Nero mostrando i chiari limiti al suo potere: una persona di buon cuore non può essere trasformata in un guerriero scheletro. Quando il Cristallo di Luce è stato frantumato, Justin ha ricevuto la capacità di proiettare potenti raggi di energia dalle sue mani o attraverso la sua spada, che in seguito è dichiarato da Guardiano essere (o forse contenere, considerando le dimensioni relative della spada e del cristallo) un pezzo vero del Cristallo di Luce. È doppiato da Jeff Bennett in inglese e da Gabriele Calindri in italiano.
- Jennifer Steele/Talyn: è una feroce guerriera, una graziosa principessa, un'anima premurosa e un'incrollabile difenditrice dei giusti. Riesce in qualche modo a unire tutta la sua devozione alla lotta contro il male con una grande compassione. La frantumazione del Cristallo di Luce le ha conferito il potere del volo ed è riuscita a riconciliare Justin e Joshua. Le sue imprese successive includono la ricerca di un modo per far tornare i guerrieri scheletro ad essere umani, rimuovendo le "gemme del cuore" che appaiono dopo la trasformazione. Sebbene questa scoperta sia un vantaggio tattico e una fonte di speranza, ciò ha anche spronato il Barone Nero a compiere atti peggiori: se un guerriero scheletro torna ad avere la forma umana, il Barone potrebbe usare il suo potere per trasformarlo di nuovo in scheletro, ma, poiché è l'unico a possedere questo potere, basterebbe fare tornare umano lo stesso Barone per impedirgli così di alimentare il suo esercito di scheletri viventi. È doppiata da Jennifer Hale in inglese e da Dania Cericola in italiano.
- Joshua Steele/Spettro (Grimskull in originale): il fratello minore di Justin, che inizialmente ha lavorato insieme al Barone Nero per un'invidia mal riposta nei confronti del fratello maggiore. Quando Justin e il Barone hanno lottato per contendersi il Cristallo di Luce, Joshua ha interferito nel conflitto. La conseguente ondata di potere lo ha trasformato in una creatura non morta, ma a differenza del Barone e dei suoi guerrieri scheletro che sono scheletri puri, Joshua - che è stato ribattezzato Spettro - è ancora ricoperto di carne, e per tutta la serie cerca la redenzione per il suo tradimento aiutando la sua famiglia. A Spettro viene concesso il potere di viaggiare attraverso le ombre dove meglio crede. fa amicizia con un lupo che chiama "Stalker". È doppiato da Michael Corbett in inglese e da Claudio Moneta in italiano.
- Guardiano (Ursak the Guardian in originale): è il fratello del defunto re e lo zio dei tre Steele, ai quali fa da consigliere, secondo in comando, mentore e padre surrogato. È un abile combattente che guida dal fronte, nonché uno scienziato altamente competente che progetta varie armi e armature per i membri della Legione della Luce. È doppiato da Kevin Schon in inglese e da Massimiliano Lotti in italiano.
- Barone Nero (Baron Dark in originale): l'avido e malvagio barone che cercò di impossessarsi del Cristallo di Luce e questo lo fece spezzare in due. La sua metà lo ha trasformato in uno scheletro vivente che ha il potere di trasformare qualsiasi persona con la minima oscurità nel suo cuore in uno scheletro guerriero come lui impiegando le "gemme del cuore" e recitando la formula "anima perfida, bieco traditore, entra a far parte del mio esercito di scheletri". È ossessionato dall'idea di sconfiggere la Legione della Luce e prendere il controllo di entrambe le metà del Cristallo di Luce, garantendosi così il potere assoluto. È doppiato da Philip L. Clarke in originale e da Pietro Ubaldi in italiano.
- Dr. Cyborn: è un essere per metà scheletro e per metà macchina che un tempo era l'esperto in scienze nonché il creatore di armi ad alta tecnologia del Barone Nero. Il Dr. Cyborn è inoltre lo scienziato pazzo della legione dei guerrieri scheletro ed è il secondo in comando del Barone Nero. A seguito di un incidente quasi fatale all'interno del suo folle laboratorio è stato costretto a sostituire alcune parti del suo corpo con altre bioniche. Successivamente il suo sogno si è realizzato quando il Barone Nero gli ha dato la sua attuale forma scheletrica. Da quel momento presta il suo ingegno malefico al Barone mentre escogita armi in grado di distruggere la Legione della Luce una volta per tutte. È doppiato da Nathan Carlson in inglese e da Flavio Arras in italiano.
- Shriek: precedentemente una donna straordinariamente bella, Shriek con il suo cuore malvagio è stata trasformata in una donna scheletro guerriera per "aggiungere il tocco di una donna", secondo il Barone Nero. Nei giorni precedenti alla sua metamorfosi, Shriek era fortemente attratta dal principe Joshua, e anche da guerriera  scheletro mantiene la sua cotta, anche se non corrisposta. Secondo la presentazione di Skeleton Warriors alla Toy Fair 1994[8], il nome originale del personaggio era "Banshee", un chiaro riferimento all'omonima creatura leggendaria. È doppiata da Valery Pappas in inglese e da Caterina Rochira in italiano.
- Spidor (Aracula in originale): originariamente era una creatura simile a un aracnide caratterizzata da sei braccia, tuttavia venne trasformata dal Barone Nero in un guerriero scheletro e anche a seguito della sua mutazione ha mantenuto inalterato il numero delle sue braccia e delle sue abilità di ragno. Spidor comunica quasi interamente con dei grugniti, strilli e altri suoni tipici degli animali. Serve principalmente come guardia del corpo e combattente di tipo berserker che cerca di sopraffare il suo avversario attraverso la pura forza bruta. Nell'episodio Long Live The King (inedito in Italia), viene rivelato che il suo popolo è stato nemico degli umani per secoli.
- Dagger: un servile aiutante nano scheletrico del Barone Nero; è principalmente il più fedele servitore appartenente all'armata dei guerrieri scheletro. Anche dopo essere stato brevemente riportato all'aspetto umano, continuò a prestare servizio per gli interessi del Barone con l'ardente desiderio di tornare allo stato scheletrico che il suo padrone gli aveva impartito. È doppiato da Danny Mann in inglese e da Antonello Governale in italiano.

## Episodi
| nº | Titolo italiano             | Titolo inglese                     | Prima TV USA      | Prima TV Italia  |
| --- | --------------------------- | ---------------------------------- | ----------------- | ---------------- |
| 1 | La mutazione                | Flesh and Bone                     | 17 settembre 1994 | 1º ottobre 1995  |
| Frustrato da suo fratello, il re Justin, il principe Joshua Steele intraprende il compito del Barone Nero di rubare il Cristallo di Luce. Justin arriva all'ultimo minuto, e sia lui che il Barone Nero afferrano il cristallo, rompendolo in due e trasformando gli Steele e il Barone, i primi in esseri superpotenti, il secondo in uno scheletro indistruttibile. Joshua, che si è ritrovato nel mezzo, rimane sfigurato. Nel frattempo il Barone Nero trasforma i suoi sostenitori in guerrieri scheletrici, quindi invia quest'ultimi ad attaccare il castello di Luminicity e catturare l'altra metà del Cristallo di Luce, ma gli Steele contrattaccano. Il Barone non riesce a corrompere Joshua e gli Steele riescono a fuggire. Successivamente il malvagio rintraccia Joshua dal cottage di suo zio, Ursak, e controlla la sua mente. Gli Steele e Ursak combattono contro i guerrieri scheletro e sfuggono alla mischia poco prima che Ursak distrugga la sua casa. Justin viene ribattezzato Principe della Luce, Joshua diventa Spettro, Jennifer diviene Talyn e Ursak invece Guardiano. |                             |                                    |                   |                  |
| 2 | Verità e tradimento         | Trust and Betrayal                 | 24 settembre 1994 |                  |
| Il Principe della Luce raduna la popolazione rimanente di Luminicity per combattere contro il Barone Nero. Talyn cerca di entrare in un magazzino solo per attirare l'attenzione di uno scheletro. Dopo essersi ritirati, le persone accusano Spettro di collaborare con il Barone Nero. In assenza di Spettro, Talyn e il Principe della Luce effettuano un raid che ha successo. Durante il tentativo di reclutare alleati, Talyn e il Principe vengono catturati dagli scheletri. Il Barone Nero però non riesce a trasformare il Principe in uno dei suoi sottoposti, ma prima che possa eliminare i suoi prigionieri, Guardiano e Spettro assaltano la roccaforte nemica e respingono il malvagio Barone. |                             |                                    |                   |                  |
| 3 | Cuore e anima               | Heart And Soul                     | 1º ottobre 1994   |                  |
| Gli Steele combattono contro gli scheletri che hanno fatto irruzione in un insediamento e Talyn salva l'unico sopravvissuto, Ferris. Mentre il Barone Nero trama per uccidere gli Steele, Ferris dice a Talyn che il suo disonore lo ha fatto sopravvivere, e viene trasformato in un guerriero scheletro dal Barone Nero. Talyn insegue Ferris sperando di trovare un modo per aiutarlo, ma viene poi catturata, così arriva in suo soccorso Spettro. In un combattimento, Talyn cura la scheletrizzazione di Ferris strappando gemma dal suo cuore. Ferris così allontana gli scheletri che stanno facendo irruzione nella base del Principe, ma nonostante ciò non si sente pronto per unirsi alla battaglia. |                             |                                    |                   |                  |
| 4 |                             | Bones of Contention                | 8 ottobre 1994    |                  |
| Spettro si sottopone a una missione per recuperare la metà del Cristallo di Luce in possesso del Barone Nero, tuttavia torna indietro solamente con un cristallo di dati e nel mentre i suoi compagni vengono catturati. Tornato alla base, l'oggetto che ha trovato rivela un flashback di come è iniziata l'attuale guerra, e viene mostrato il tradimento passato di Spettro. La gente inizia a rivoltarsi contro di lui, ma il Principe prende al suo posto la sentenza di suo fratello, mentre Spettro va a salvare gli ostaggi per redimersi. I prigionieri stanno per essere dati in pasto a un verme gigante ma interviene Spettro che uccide tempestivamente la creatura, salvando tutti quanti. Alla fine Spettro viene perdonato e accettato dalla Legione della Luce. |                             |                                    |                   |                  |
| 5 |                             | Zara                               | 15 ottobre 1994   |                  |
| Dopo che il Barone Nero saccheggia la città di Romney, una signora di nome Zara fa visita ai suoi vecchi amici, gli Steele. Il Principe attacca Romney ma viene fermato dal Barone Nero. Dopo aver impedito agli scheletri di entrare, il Principe scopre che Zara li ha venduti al Barone in cambio di cibo e medicine saccheggiati. Nella grotta in cui sono finiti, il gruppo del Principe recupera i rifornimenti rubati mentre il Barone Nero rapisce Zara. Il Principe affronta il Barone Nero mentre Spettro salva Zara, poi il Principe riesce ad uscire sano e salvo dalla grotta in rovina. |                             |                                    |                   |                  |
| 6 | La macchina dei sogni       | Mindgames                          | 22 ottobre 1994   |                  |
| A causa del collegamento mentale con il Barone Nero, Spettro si ritrova psicologicamente tormentato e non riesce a trovare pace. Mentre il Barone Nero continua a lavorare su un dispositivo per infiltrarsi nei sogni altrui, gli Steele e Guardiano distruggono un cantiere. Spettro è tormentato nel profondo della sua mente dal Barone Nero, mentre Cyborn deve vedersela con alcuni problemi tecnici nel dispositivo ideato dal suo inventore, il dottor Genov. Intanto Guardiano trova una traccia riguardante il suddetto scienziato. Prima che il Barone Nero possa distruggere la mente di Spettro, Guardiano e il Principe riescono a motivare Spettro a vendicarsi. Prima di andarsene, Guardiano riesce a distruggere il laboratorio. |                             |                                    |                   |                  |
| 7 | La fabbrica del Barone Nero | Harmonic Divergence                | 29 ottobre 1994   |                  |
| Mentre le forze del Barone Nero bombardano la Città del Nord, il Principe e i suoi compagni vengono in aiuto della città, facendo fuggire gli abitanti per un pelo. Gli scheletri stanno schiavizzando gli umani più onorevoli per poi trasformarli in guerrieri scheletrici e fargli costruire delle bombe in una fabbrica. Dopo alcuni giri di ricognizione, Guardiano si reca sotto copertura nella fabbrica, ma viene scoperto da Shriek. Dopo aver salvato Guardiano, la Legione della Luce penetra all'interno dell'edificio e demolisce la fabbrica. |                             |                                    |                   |                  |
| 8 | Passato, presente e futuro  | Past Perfect, Future Tense         | 5 novembre 1994   |                  |
| Il Principe e i suoi compagni tentano di estrarre dei minerali da una miniera, ma il Barone Nero fa esplodere una bomba per inondare i tunnel. Gli Steele e Guardiano riescono a salvarsi per poco, arrampicandosi sulle montagne. Guardiano spiega l'invenzione della dottoressa Jenna; un dispositivo che consente alle persone di vedere visioni di un possibile futuro. Successivamente gli scheletri, Talyn e il Principe si scontrano con un mostro e nel frattempo Spettro ha stretto amicizia con un lupo. Guardiano percepisce un terribile futuro per il Principe e riesce a malapena a salvarlo da morte certa. Essendosi dimostrato un utile compagno, il lupo viene chiamato Stalker. |                             |                                    |                   |                  |
| 9 | Missione diplomatica        | Brawl and Chain                    | 12 novembre 1994  |                  |
| Le truppe del Barone Nero ha terminato la costruzione di una corazzata chiamata Gorgon e intendendo utilizzarla nella loro guerra. Il Principe e Talyn si recano nel regno di Semigon per avvertire gli abitanti della minaccia, ma Re Dorigon ha Dagger e Shriek come diplomatici, costringendo entrambe le parti a essere civili. I due scheletri e gli Steele vengono condannati alla prigione dopo un'interruzione nella sala da pranzo. Il Principe trasforma Shriek e Dagger di nuovo in umani e quest'ultima rivela il sinistro complotto del Barone. Dopodiché gli Steele e Guardiano distruggono la Gorgon insieme alla raffineria del regno, poi Dorigon si congratula con loro. |                             |                                    |                   |                  |
| 10 | Dispersi                    | Overload                           | 19 novembre 1994  | 3 dicembre 1995  |
| La Legione della Luce inizia un assedio contro le forze del Barone Nero nel bel mezzo dei loro preparativi fino a quando Shriek spara a Talyn dal cielo. Talyn perde il suo potere e fugge da Shriek, Spidor e Dagger che le danno la caccia. La donna cade in una grotta abitata da un mostro, il quale inizia a inseguire gli scheletri. Intanto il Barone Nero sta tentando di potenziare la sua metà del Cristallo di Luce, causando enormi problemi di sovraccarico. La ricerca di Talyn diventa disperata mentre i poteri del cristallo aumentano fino a quando Spettro non la trova. La Legione della Luce evacua pochi istanti prima che il cristallo si sovraccarichi. |                             |                                    |                   |                  |
| 11 |                             | Long Live The King                 | 26 novembre 1994  | inedito          |
| Il Barone Nero tenta di stabilizzare la sua metà del Cristallo di Luce, ma fallisce. Nel disperato tentativo di eliminare la Legione della Luce, il perfido Barone escogita un piano per impersonare il padre degli Steele e attirarli lontano dal castello mentre la sua metà del cristallo si sta sovraccaricando. Gli Steele partono per indagare se il loro padre è ancora vivo, ma vengono attaccati. Il Barone Nero trova un modo per convertire enormi gruppi di persone in guerrieri scheletrici in una volta sola. Gli Steele trovano un solo sopravvissuto, il barone Eden, che dà loro una registrazione del padre. Il Principe della Luce giura così di vendicare suo padre. |                             |                                    |                   |                  |
| 12 | Scontro finale (1ª parte)   | Conflict and Consequences – Part 1 | 3 dicembre 1994   | 10 dicembre 1995 |
| Gli scheletri attaccano l'accampamento della Legione della Luce, alla ricerca dell'altra metà del cristallo. Spettro viene inviato a portare la loro metà di cristallo in un luogo sicuro, mentre gli altri lanciano un attacco di rappresaglia al Colosseo del Barone Nero. Quest'ultimo però sorprende Spettro su un ponte e gli ruba la metà del cristallo in suo possesso. |                             |                                    |                   |                  |
| 13 | Scontro finale (2ª parte)   | Conflict and Consequences – Part 2 | 10 dicembre 1994  | 17 dicembre 1995 |
| Sapendo che il Barone Nero è entrato in possesso di entrambe le metà del cristallo, il Principe lo insegue per fermarlo ma non fa in tempo in quanto il Barone ha già unito entrambe le metà. La Legione della Luce rimane bloccata ma Spettro (che è sopravvissuto al suo calvario) li salva. Mentre gli altri tengono occupati gli scheletri, il Principe della Luce combatte contro il Barone Nero fino a quando non distrugge sia lui che il cristallo in un cratere di lava. |                             |                                    |                   |                  |

## Doppiaggio
Il doppiaggio italiano è stato curato dallo Studio P.V. di Milano sotto la direzione di Patrizia Salmoiraghi e l'assistenza di Margherita Mazzucato. L'adattamento dei dialoghi dell'edizione italiana sono stati effettuati da Marco Mazza e Anna Grisoni mentre la traduzione è stata fatta da Achille Brambilla. Il mixing è stato effettuato da Davide Porro mentre il tecnico audio è stato Stefano Fumagalli.
| Personaggio                            | Doppiatore originale | Doppiatore italiano |
| -------------------------------------- | -------------------- | ------------------- |
| Principe della Luce (Prince Lightstar) | Jeff Bennett         | Gabriele Calindri   |
| Talyn                                  | Jennifer Hale        | Dania Cericola      |
| Spettro (Grimskull)                    | Michael Corbett      | Claudio Moneta      |
| Guardiano (Ursak)                      | Kevin Schon          | Massimiliano Lotti  |
| Barone Nero (Baron Dark)               | Philip L. Clarke     | Pietro Ubaldi       |
| Dr. Cyborn                             | Nathan Carlson       | Flavio Arras        |
| Shriek                                 | Valery Pappas        | Caterina Rochira    |
| Spidor (Aracula)                       |                      |                     |
| Dagger                                 | Danny Mann           | Antonello Governale |
| Artiglio (Claw)                        |                      | Alberto Sette       |
| Teschio narratore                      | Tony Jay             | Mario Zucca         |

## Merchandise
La serie animata ha anche ispirato una collezione di giocattoli della Playmates Toys, una serie a fumetti limited series creata dalla Marvel Comics e un videogioco per Sega Saturn e PlayStation sviluppato dalla Neversoft e pubblicato dalla Playmates Interactive. L'intera serie di Skeleton Warriors è stato poi raccolta in un set composto da due DVD pubblicato in Nord America il 6 dicembre 2011.
In Italia i giocattoli furono distribuiti da Giochi Preziosi nel corso del 1995.